# John Muafangejo
John Ndevasia Muafangejo (* 5. Oktober 1943 in Etunda lo Nghadi, Angola; † 27. November 1987 in Windhoek, Südwestafrika, heute Namibia) war ein namibischer Künstler, der als Druckgrafiker international bekannt wurde. Er schuf Linolschnitte, Holzschnitte und Radierungen.

## Leben
Er stammte aus dem Volk der Kwanyama (Kuanjama), das im Ovamboland beheimatet war. Als Kind hütete er barfuß Vieh. 1955 starb sein Vater und hinterließ seiner Mutter, die eine von acht Ehefrauen war, kein Vermögen. Seine Mutter konvertierte zum Christentum und zog 1956 zur anglikanischen Missionsstation in Epinga, das südlich der Grenze in Namibia lag. 1957 folgte ihr John Muafangejo nach und besuchte die örtliche Missionsschule. Mit zwanzig Jahren wechselte er auf die Holy Cross-Missionsschule in Onamunama, dann auf die St Mary’s-Schule in Odibo. Dort blieb er bis 1967. Ein amerikanischer Missionar namens C. S. Mallory unterstützte sein künstlerisches Talent und half ihm bei der Bewerbung beim Arts and Craft Centre der evangelisch-lutherischen Kirche in Rorke’s Drift, Natal in Südafrika. Das Rorke’s Drift Art and Craft Centre wurde 1862 von den Schweden Ulla und Peder Gowenius gegründet und spielte in der Entwicklung der südafrikanischen Kunst in der zweiten Hälfte des 20. Jahrhunderts eine bedeutende Rolle. Hier kam Muafangejo mit verschiedenen künstlerischen Techniken in Berührung, etwa der Webkunst, Holzschnitzkunst, Malerei und Keramik. Einer seiner Lehrer war Azaria Mbatha (* 1941). Besonders in der Radierung und im Linolschnitt zeichnete er sich aus. 1968 erlitt er einen Nervenzusammenbruch und kam in das Madadeni Hospital in Newcastle wegen einer schweren Depression in Behandlung. Nach seiner Entlassung erwarb er 1969 in Rorke’s Drift einen Abschluss. Von 1970 bis Ende 1974 arbeitete er als Kunstlehrer an der Missionsschule in Odibo. 1974 wurde ihm ein Stipendium als Artist-in-residence in Rorke’s Drift zugesprochen. Er kehrte 1975 wieder nach Odibo zurück und zog 1977 nach Windhoek. 1986–1987 baute er sich ein Haus im Vorort Katutura. Er starb plötzlich an einem Herzanfall am 27. November 1987.

## Werk

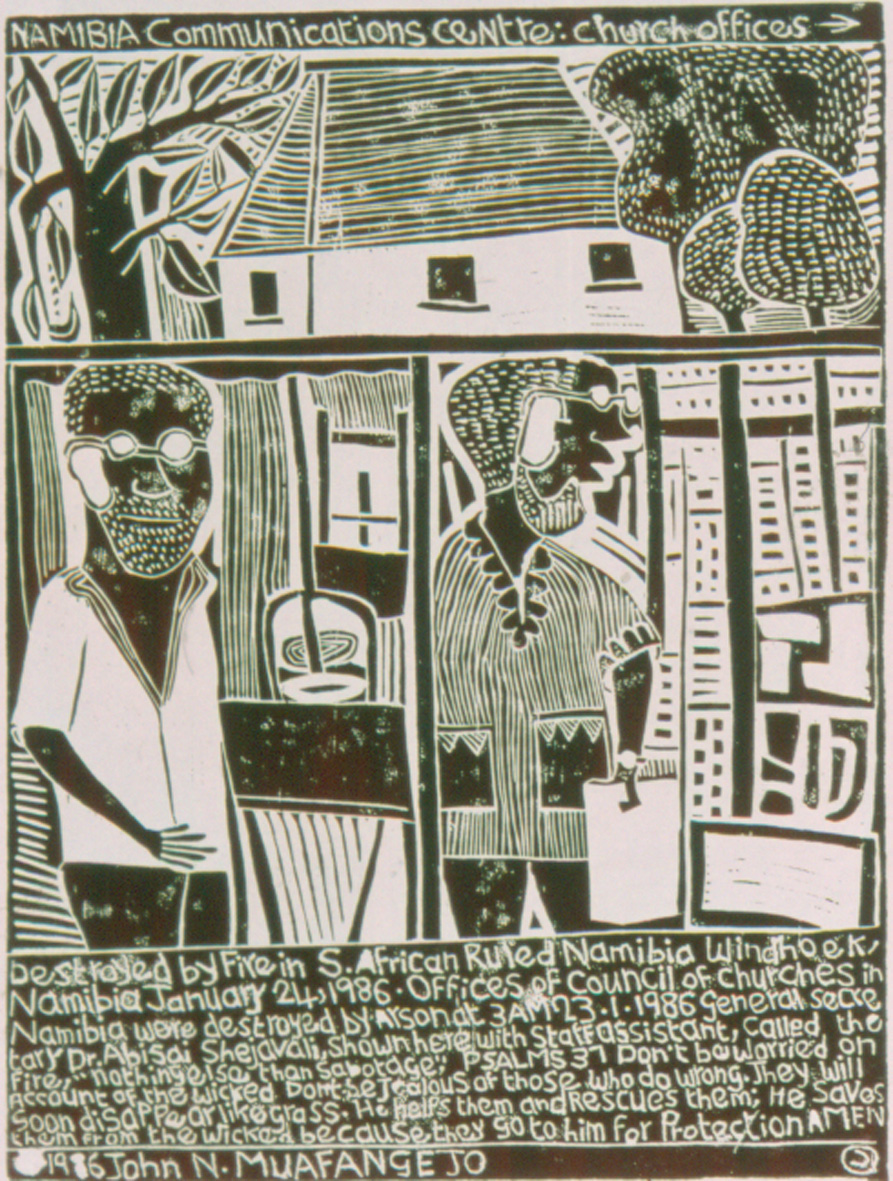
Werk von Mufangejo

John Muafangejo gilt als bedeutendster bildender Künstler seines Landes. Seine Linolschnitte wichen in ihrer kraftvollen, Menschen und Ereignisse darstellenden, schwarz-weißen Bildersprache von der auf farbige Landschafts- und Tierbilder spezialisierten und von Künstlern europäischer Herkunft geprägten Kunst Namibias ab. Ihnen ist meist ein erzählendes Moment zu Eigen. Oft kombinieren sie Texte und Bilder und es besteht ein Bezug zur Geschichte und Kultur der Kwanyama. Hintergrund ist der gewaltsame Unabhängigkeitskampf Namibias, der zu Muafangejos Lebzeiten noch nicht entschieden war. Es existieren nur ca. 260 Druckwerke von ihm. Ihm sind drei Räume in der National Art Gallery in Windhoek gewidmet.

## Ausstellungen (Auswahl)
- 1969, Contemporary African Art Exhibition, Camden Arts Centre, London[3]
- 1972, Bienal de São Paulo
- 1975, Arts Centre, Durban (Solo-Ausstellung)
- 1976, Black South Africa: Graphic Art, Brooklyn Museum, New York
- 1987, Schwarze Kunst – John Muafangejo und Peter Clarke, IFA Galerie, Bonn
- 1988, National Arts Festival, Grahamstown (Retrospektive)